# Claudia Strobl
Claudia Strobl-Traninger (* 4. November 1965 in Afritz am See) ist eine ehemalige österreichische Skirennläuferin.
Die Slalomspezialistin gewann ein Weltcuprennen und wurde in der Saison 1989/90 Zweite im Slalomweltcup. Seit dem 6. Juli 2018 steht sie dem Landesskiverband Kärnten (LSVK) als Präsidentin vor.

## Biografie
Strobl begann im Alter von neun Jahren mit dem Skirennsport. Zu Beginn der 1980er-Jahre wurde sie in den Nachwuchskader des Österreichischen Skiverbandes aufgenommen. In der Saison 1985/86 kam sie in die Weltcup-Gruppe und sie fuhr im Weltcup mehrmals unter die schnellsten zehn. Bestes Saisonresultat war der fünfte Platz im Slalom von Piancavallo. Im folgenden Winter fuhr sie in Val Zoldana erstmals auf das Podest. Eher enttäuschend verliefen jedoch die beiden nächsten Saisonen, in denen sie nur jeweils einmal unter die besten zehn kam.
In der Saison 1989/90 gelang ihr doch noch der Durchbruch an die Weltspitze. In Steamboat Springs feierte sie im zweiten Saisonslalom ihren ersten und einzigen Weltcupsieg und erreichte vier weitere Podestplatzierungen. Mit Vreni Schneider lieferte sie sich bis zum Schluss einen spannenden Zweikampf um den Gewinn des Slalomweltcups. Dank des Siegs im letzten Rennen in Åre konnte Schneider diese Wertung für sich entscheiden.
Die letztjährigen Erfolge konnte Strobl allerdings nicht mehr wiederholen. In den nächsten Saisonen fuhr sie zwar regelmäßig unter die besten zehn, Podestplätze gelangen ihr aber nicht mehr. Mit zwei vierten Plätzen im Winter 1991/92 gelang ihr immerhin die erstmalige Qualifikation für ein Großereignis, nachdem sie bisher zweimal knapp eine Weltmeisterschaftsteilnahme verfehlte. Bei den Olympischen Winterspielen 1992 lag sie im ersten Slalomdurchgang auf Rang zehn, fiel aber im zweiten Lauf aus. Im Winter 1992/93 erreichte sie nur einmal die Top Ten, weshalb sie für folgende Saison in den B-Kader zurückgestuft wurde. Im Frühjahr 1994 gab Strobl ihren Rücktritt bekannt.
Claudia Strobl trägt seit ihrer Eheschließung mit Stefan Traninger den Namen Strobl-Traninger. Sie führt in Villach ein Unternehmen, welches auf Erfolgstraining spezialisiert ist.
Am 6. Juli 2018 wurde sie bei der in Villach abgehaltenen Jahreshauptversammlung des Kärntner Landesskiverbandes einstimmig zu dessen Präsidenten gewählt (damit steht mit ihr, nach acht Präsidenten, erstmals eine Frau an der Spitze des Verbandes). Sie löste Raimund Berger ab, der Ende April zurückgetreten war. Als Vizepräsidenten stehen ihr Monika Milazzi-Reitner und Heinz Kabusch zur Seite.

## Erfolge

### Weltcup
- Zweiter Platz im Slalomweltcup in der Saison 1989/90
- Sechs Podestplätze, davon ein Sieg (Slalom in Steamboat Springs am 10. Dezember 1989)

### Europacup
- Saison 1987/88: 4. Slalomwertung

### Österreichische Meisterschaften
- Zweifache Österreichische Meisterin im Slalom 1988 und 1990

## Auszeichnungen
Claudia Strobl nahm fünfmal (1987, 1988, 1990, 1991 und 1992) bei der vom Sportpresseklub Kärnten durchgeführten Wahl "Kärntner Sportler des Jahres" den besten Rang einer Dame ein (damals gab es noch keine separate Kategorie für Damen).